# 서산 석남동 석불입상
서산 석남동 석불입상( 石南洞 石佛立像)은 대한민국 충청남도 서산시 석남동에 있는 석불입상이다. 1984년 5월 17일 충청남도의 문화재자료 제203호로 지정되었다.

## 개요
충청남도 일대에서 유행한 돌기둥 모양의 조각상으로 높이는 3.2m이다. 대체적으로 머리 부분과 몸체에 약간의 모양만 내어 단순함과 육중함만을 나타내었다.
머리에는 보관(寶冠)을 쓴 것으로 보이며 네모난 얼굴은 도식적이다. 이목구비는 돌이 많이 닳아 명확하지 않지만 얼굴의 크기에 비해 유난히 작게 표현하여 밋밋한 돌기둥 형식으로 보인다.
오른손은 배에 대고 왼팔은 가슴에 붙였는데 신체에 비해 팔이 작은 편이다. 원통형의 신체는 양감이나 조각형태가 거의 없고 옷주름을 판별하기 어려울 정도이다. 몸체의 측면과 뒷면에는 조각을 전혀 하지 않았는데, 이는 고려말 또는 조선초 돌기둥 모양의 불상형식과 동일한 수법을 따른 것으로 보인다.

## 참고 자료
- 석남동석불입상 - 국가유산청 국가유산포털